# Overoraptor
Overoraptor (nazwa rodzajowa powstała z połączenia hiszpańskiego słowa overo, "srokaty", w nawiązaniu do koloru znanych kości tego dinozaura, oraz łacińskiego raptor – "złodziej") – rodzaj teropoda z grupy maniraptorów żyjącego w późnej kredzie (środkowy cenoman-wczesny turon) na terenach dzisiejszej Ameryki Południowej. Gatunkiem typowym jest opisany w 2020 roku przez Matíasa Mottę i współpracowników O. chimentoi, którego holotypem jest niekompletny szkielet oznaczony MPCA-Pv 805 z zachowanymi czterema kręgami ogonowymi, prawą łopatką i częścią kości miednicy, kończyn tylnych i prawej kończyny przedniej. Paratypem jest okaz MPCA-Pv 818 z zachowanymi paliczkami prawej dłoni i częścią kości miednicy i kończyn tylnych. Oba okazy odkryto w osadach formacji Huincul na północnym zachodzie argentyńskiej prowincji Río Negro. Epitet gatunkowy honoruje odkrywcę skamieniałości tego teropoda, paleontologa Roberto Nicolása Chimento.
O. chimentoi był niewielkim teropodem, o całkowitej długości ciała około 1,3 metra. Znany materiał kopalny dowodzi występowania u tego maniraptora cech budowy szkieletu kończyn tylnych występujących też u bazalnych przedstawicieli Paraves, takich jak uniesiony do góry drugi palec stopy z zakrzywionym pazurem, niewielkie zakrzywienie kości pazurowej pierwszego palca stopy oraz niezrośnięte kości śródstopia. Jednocześnie budową łopatki i kończyn przednich Overoraptor bardziej przypominał przedstawicieli grupy Avialae. Łopatka O. chimentoi zwężała się ku końcowi dalszemu jak u Anchiornis i Jeholornis, a panewka stawu ramiennego na łopatce przypominała kształtem odpowiadające jej panewki u Archaeopteryx i Jeholornis. Koniec bliższy kości łokciowej u Overoraptor był zbliżony kształtem do asymetrycznego trójkąta, z dużym i skierowanym ku przodowi wyrostkiem współtworzącym powierzchnię stawu łączącego kość łokciową i promieniową (inaczej niż u bazalnych Paraves takich Deinonychus, Buitreraptor i Bambiraptor, u których ten wyrostek był skierowany w bok, ale podobnie jak u Rahonavis i współczesnych ptaków), na którego powierzchni występowała wklęsłość, prawdopodobnie zwiększająca ruchomość stawu łączącego kość łokciową i promieniową (inaczej niż u większości bazalnych Paraves, u których powierzchnia tego wyrostka jest płaska, ale podobnie jak u Bambiraptor, Alcmonavis i współczesnych ptaków, u których podobna budowa końca bliższego kości łokciowej jest jednym z anatomicznych przystosowań umożliwiających składanie skrzydeł). Na środkowej części powierzchni pierwszej kości śródręcza występował szeroki kostny grzebień będący miejscem przyczepu głównych mięśni prostowników dłoni (inaczej niż u bazalnych Paraves, ale podobnie jak u Confuciusornis i późniejszych ptaków).
Motta i współpracownicy (2020) stwierdzili też występowanie u Overoraptor plezjomorficznych cech budowy kończyn przednich, w tym proporcjonalnie krótszej niż u Rahonavis i późniejszych przedstawicieli Avialae kości łokciowej, która pod tym względem bardziej przypominała kości łokciowe bazalnych Paraves. Ponadto Motta i współpracownicy stwierdzili występowanie u Overoraptor wspólnych cech budowy paliczków i kości śródstopia z Rahonavis, Sinornithosaurus i unenlagiami. Jednocześnie jednak powołani autorzy nie stwierdzili występowania u O. chimentoi większości tych synapomorfii unenlagii, których obecność mogła być zweryfikowana w zachowanym materiale kopalnym tego teropoda. Overoraptor dodatkowo różnił się od zbliżonego rozmiarami Buitreraptor kształtem panewki stawu ramiennego na łopatce, a także kształtem pierwszej kości śródręcza. Natomiast Overoraptor i Rahonavis dodatkowo łączy obecność u obu taksonów skomplikowanego systemu kostnych grzebieni i wklęsłości na bocznych powierzchniach środkowych i tylnych kręgów ogonowych i podobnego kształtu końca dalszego łopatki.
Przeprowadzone przez Mottę i współpracowników (2020) analizy filogenetyczne nie dają pewności co do pozycji filogenetycznej O. chimentoi w obrębie Maniraptora. Z większości przeprowadzonych przez powołanych autorów analiz filogenetycznych wynika, że Overoraptor był w nierozwikłanej politomii u podstawy Maniraptora lub Pennaraptora albo w obrębie Paraves. Dokładniejszy wynik dała jedynie analiza przeprowadzona w oparciu o zmodyfikowaną macierz danych z analizy Agnolína i Novasa (2013); według tej analizy Overoraptor był taksonem siostrzanym do rodzaju Rahonavis, razem z którym tworzył klad siostrzany do grupy Avialae. Zdaniem Motty i współpracowników Overoraptor należał do nieznanego dotąd gradu ewolucyjnego maniraptorów, u których mogło dojść do wykształcenia niektórych cech budowy szkieletu uznawanych za przystosowania do lotu, w tym przystosowań do składania kończyn przednich w sposób, w jaki ptaki składają skrzydła. Motta i współpracownicy uznali za możliwe (choć niepewne z uwagi na niekompletność znanego materiału kopalnego O. chimentoi), że te cechy budowy szkieletu pomagały Overoraptor zachowywać równowagę w trakcie biegu. Odkrycie Overoraptor dowodzi też występowania w późnej kredzie na obszarze dzisiejszej Ameryki Południowej bazalnych przedstawicieli Paraves nienależących do unenlagii.